# Reiterstandbild Francesco Sforzas
Das Reiterstandbild Francesco Sforzas, auch bezeichnet als Cavallo di Leonardo, Il Cavallo oder auch Sforza-Cavallo, war eine geplante, aber nie ausgeführte Reiterstatue für Francesco Sforza, die um 1489 bis 1500 in Mailand errichtet werden sollte. Entworfen wurde das Standbild ab 1488/1489 von Leonardo da Vinci im Auftrag von Ludovico Sforza (1452–1508), Regent und späterer Herzog von Mailand.
Leonardo beschäftigte sich in seiner künstlerischen Karriere nur zweimal intensiv mit der Kunstform der Skulptur, bei ebendiesem Reiterstandbild und 1511 bei dem Monument des Gian Giacomo Trivulzio (Trivulzio-Grabmonument). Beide Projekt wurden nicht realisiert und kamen nie über Planung und Erstellung von Modellen hinaus.

## Historischer Hintergrund
Leonardo war 1482 in die Dienste des Ludovico Sforza getreten und blieb bis 1499, als die Truppen des französischen Königs Ludwig XII. Mailand besetzten, in dessen Diensten. Er nutzte die Gelegenheit, als Überbringer einer von ihm selbst gebauten Leier, ein Geschenk seines damaligen Mäzens Lorenzo de’ Medici, sich dem Herzog in einem Schreiben als Festungsingenieur, Waffentechniker, Architekt, Maler und Bildhauer zu empfehlen.
Ludovico hatte als fünfter Sohn des Francesco Sforza (1401–1466) die Nachfolge seines Vaters angetreten, der als erfolgreicher Condottiere und durch die Heirat mit Bianca Maria, der einzigen Tochter Filippo Maria Viscontis, zum Herzog von Mailand aufgestiegen war. Als Nachfolger seines Vaters beabsichtigte Ludovico, das Wirken des Gründers der Mailänder Herrscherdynastie der Sforza mit einem monumentalen Reiterdenkmal zu ehren.
Machthaber oder Gründer von Herrscherdynastien mit Standbildern an öffentlichen Orten zu ehren, ist eine Tradition, die sich in Italien bereits seit dem späten Mittelalter entfaltet hatte. Ein frühes Beispiel in Mailand selbst ist das in eine Arkadennische des Palazzo della Ragione eingestellte Standbild des Podestà Oldrado da Tresseno. Weitere Beispiele berühmter Reiterstatuen aus dem Italien des 15. Jahrhunderts sind die Standbilder der Condottieri Gattamelata (1447 von Donatello) in Padua und Bartolomeo Colleoni (1493 von Andrea del Verrocchio) in Venedig.

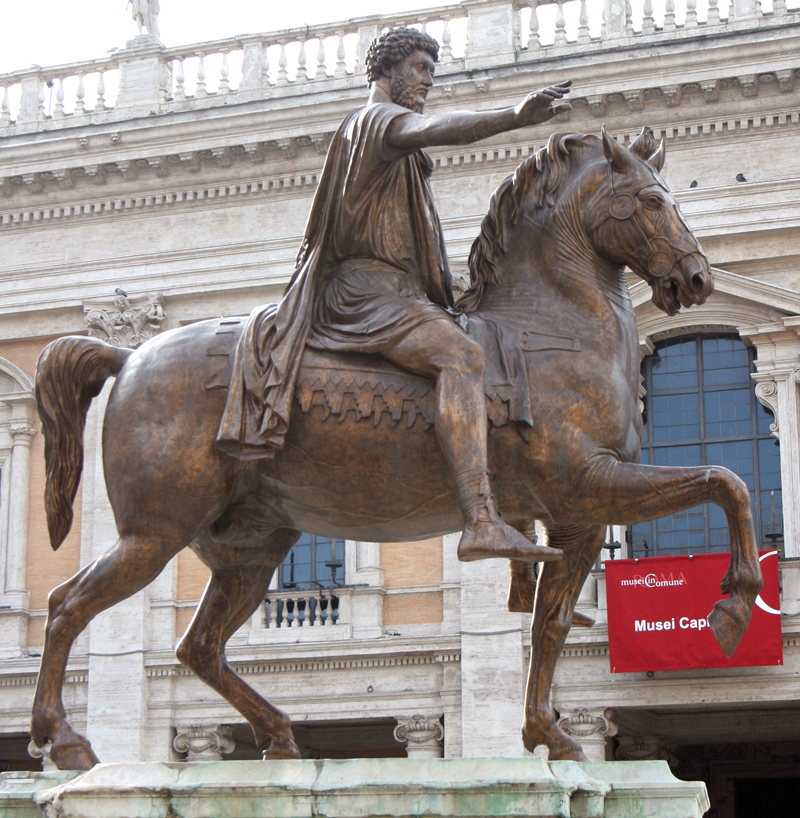
Marc Aurel (um 165 n. Chr.; Kopie auf dem Kapitol in Rom)
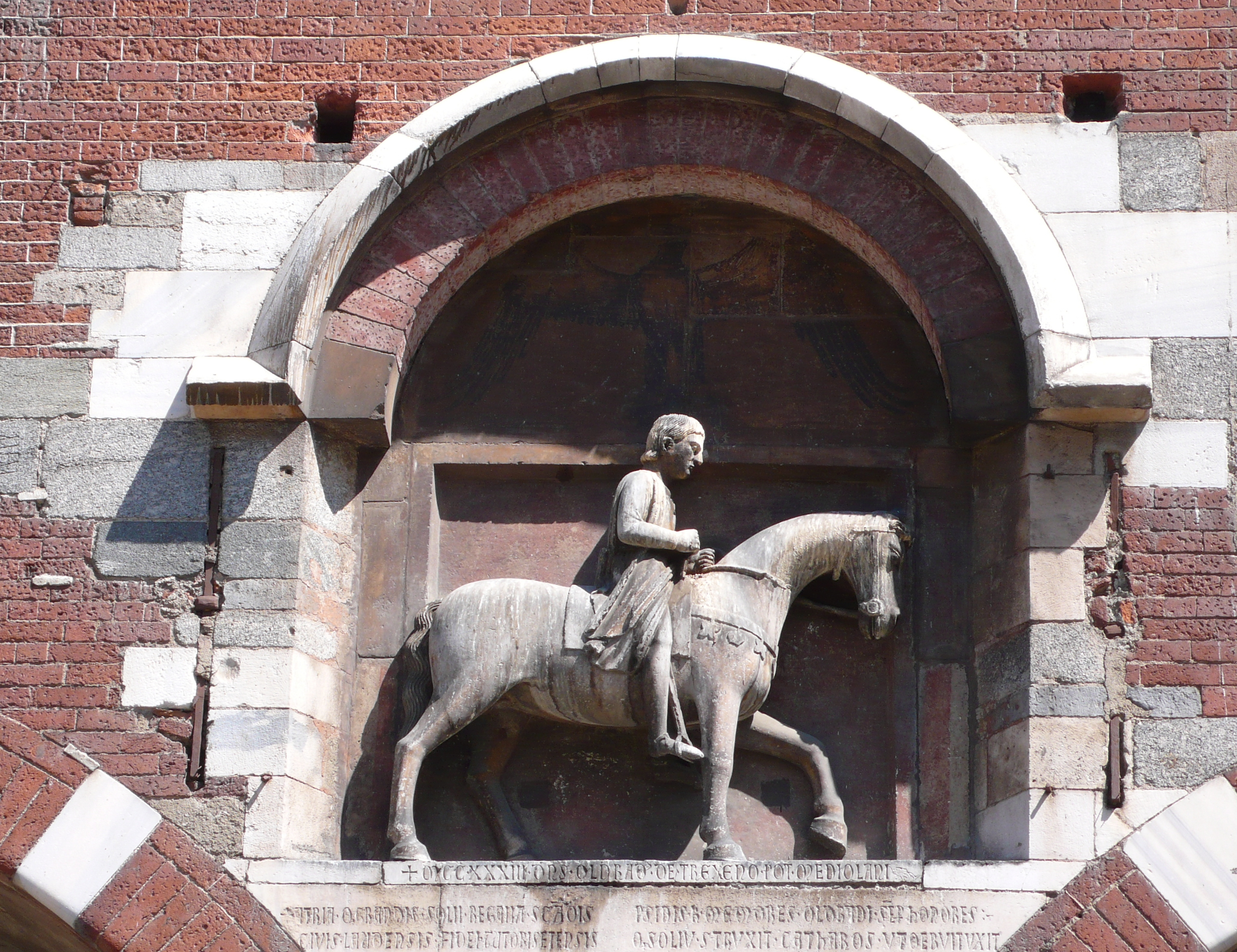
Oldrado da Tresseno (1233; Palazzo della Regione, Mailand)
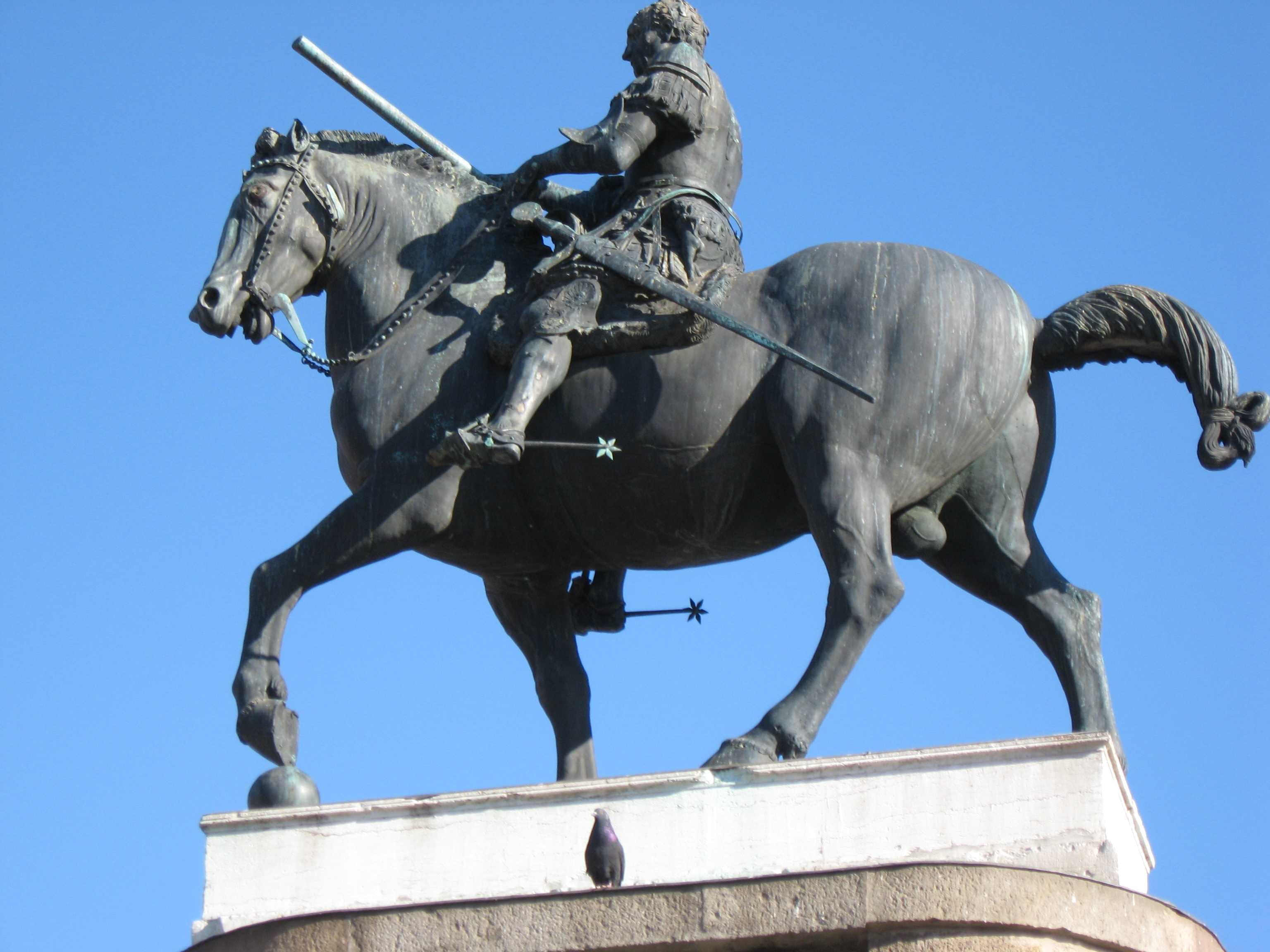
Gattamelata (1453; Donatello, Padua)
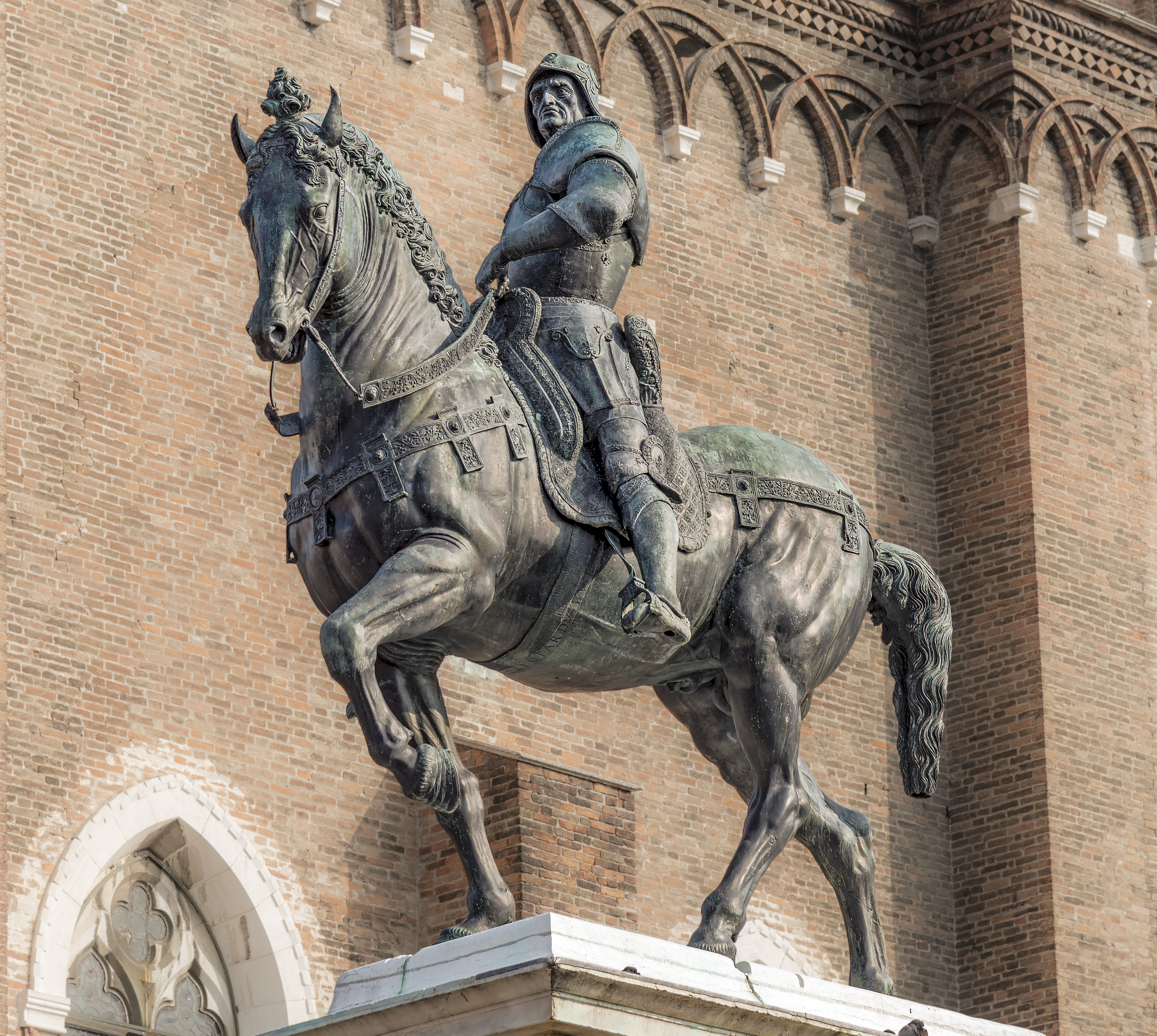
Colleoni (1483–1486, 1493 aufgestellt; Verrocchio, Venedig)

Ikonographisches Vorbild für alle Künstler und Auftraggeber der Renaissance war das lebensgroße Reiterstandbild des Marc Aurel, das damals noch vor dem Lateranspalast seinen Platz hatte, bevor es Paul III. auf den Kapitolsplatz, der durch Michelangelo neu gestaltet werden sollte, versetzen ließ. Mit der imperialen Pose seines Reiters, der das kraftvoll ausschreitende mächtige Pferd beherrscht, gilt es Inbegriff für die Stärke, die Macht und die Fähigkeit des dargestellten Reiters, einen Staat zu leiten. Ebenfalls vorbildlich für die Künstler die als vollkommen erachtete Virtuosität der Kunst der Antike in der Erfassung und Darstellung der Natur, und zwar der menschlichen Gestalt und Physiognomie und bei dem Pferd speziell der Feinheit des Muskelspiels und des Muskeltonus.

## Leonardos Projekt

### Erster Entwurf

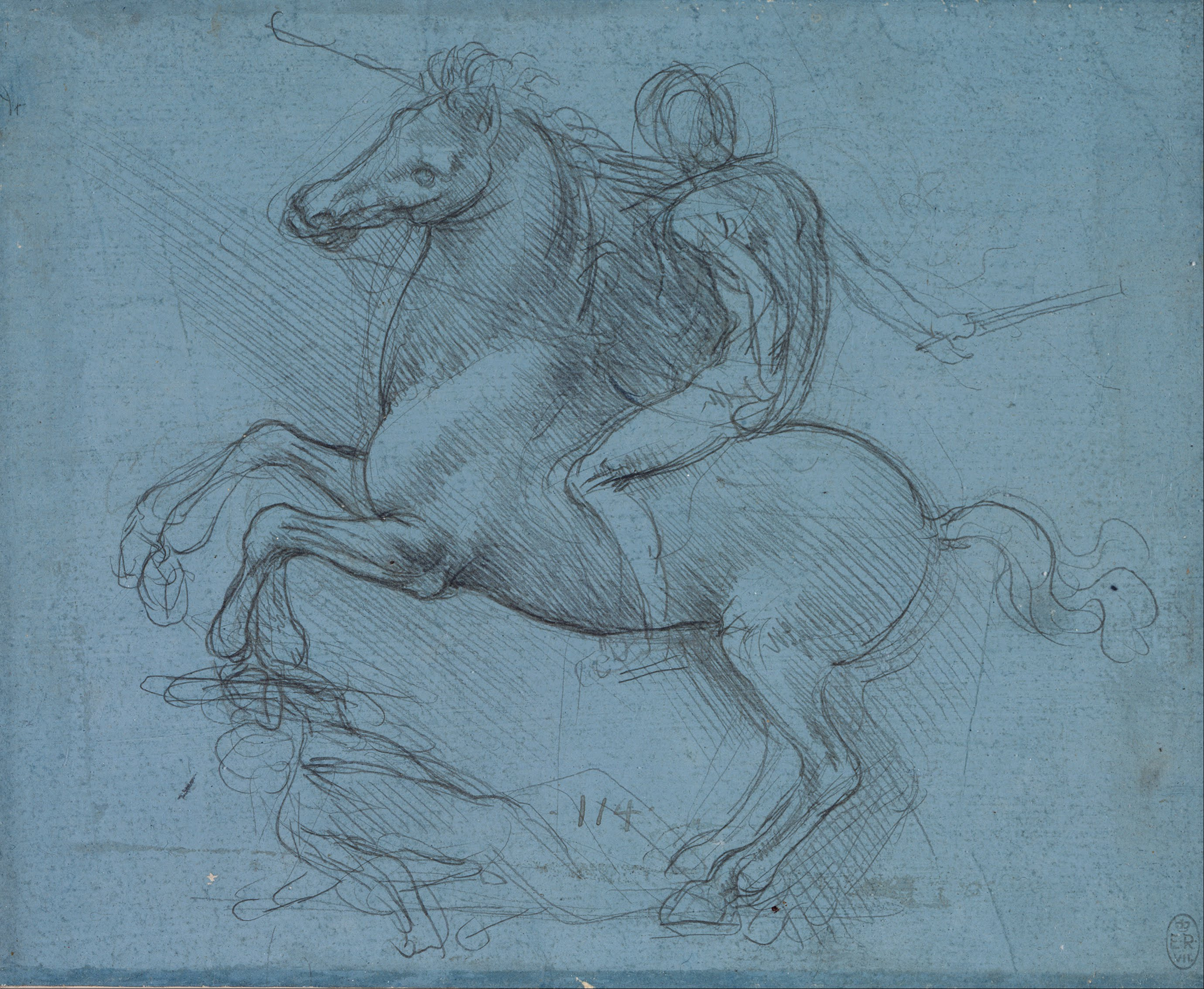
Erster Entwurf, 1488/89

In seinem Schreiben von 1482 schlug Leonardo vor, ein Denkmal für den 1466 verstorbenen Vater Ludovicos zu errichten.
Der Beginn der Arbeit selbst ist durch ein Dokument über entstandene Kosten belegt, die durch den Hofbeamten Marchesino Stanga beglichen wurden. Nachgewiesen ist ebenfalls, dass die Werkstatt Leonardos in der Nähe des heutigen Palazzo Reale mit dem erforderlichen Material für die Herstellung eines Bozzetto ausgestattet wurde.
In seinem ersten Entwurf sah Leonardo ein aufsteigendes Pferd vor, ein ehrgeiziges Konzept, das mit den damaligen Kenntnissen des Bronzegusses nicht zu realisieren war und erst 1634/40 dem Italiener Pietro Tacca bei seinem Denkmal für Philipp IV. nach einem Gemälde von Velazquez gelingen sollte.
Leonardo begann mit gründlichen Studien, indem er die Anatomie und die Bewegungen der Pferde in den herzoglichen Ställen detailliert zeichnete. Heute wird ein großer Teil dieser Studien in der Royal Library in Windsor aufbewahrt. Leonardos lange verschollenes Notizbuch mit Zeichnungen und Anmerkungen zu den Pferden, der sogenannte Codex Madrid, wurde erst 1965 in der Nationalbibliothek von Madrid wiederentdeckt. Leonardos Ziel war es, aus der Vielfalt edler Pferde einen möglichst vollkommenen Idealtyp zu komponieren. In seinen Notizen finden sich etliche Anmerkungen, in denen er die Besonderheiten und Qualitäten einzelner Pferde kommentiert. Besondere Aufmerksamkeit richtete er auf die Dynamik der Bewegung, Voraussetzung für eine expressive Darstellung eines kraftvoll-bewegten Pferdes, das der Bedeutung der zu ehrenden Person gerecht wird.

### Zweiter Entwurf

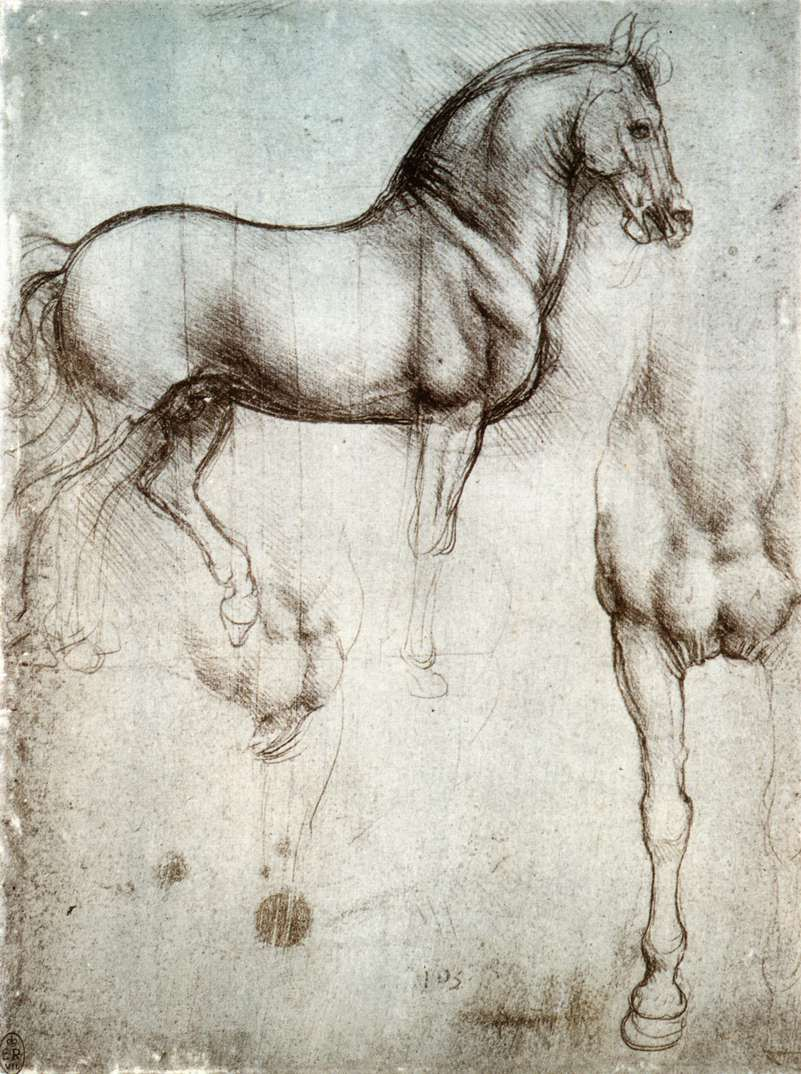
Studie, 1490

Im April 1490 schien Ludovico die Geduld mit Leonardo verloren zu haben und versuchte, einen anderen Bildhauer mit der Realisierung zu beauftragen. Zu dieser Zeit, im siebten Jahr seines Aufenthalts in Mailand, ging Leonardo schließlich doch auf Druck des Herzogs an die Vorbereitung eines Modells. Nach Ludovicos Plan sollte das Denkmal zum Zeitpunkt seiner Eheschließung mit Beatrice d’Este im Januar 1491 fertiggestellt sein. Leonardo hatte jedoch auch zu diesem Zeitpunkt nur Entwürfe vorzuweisen.
Am 23. April 1490, so schreibt Leonardo in seinen Notizen, begann er erneut mit der Arbeit an dem Denkmal. Er verwarf seinen ersten Entwurf, beschloss, das Pferd eines der Leibwächter des Fürsten als Modell zu nehmen und begann mit neuen Proportionsstudien, neuen detaillierten anatomischen Zeichnungen und mit Berechnungen über den Materialverbrauch und die technische Durchführung des Großprojekts. Für den Guss wurden etwa 100 Tonnen Bronze veranschlagt und bereitgestellt. In den Gärten am Palazzo Vecchio entstand ein 7 m hohes 1:1-Modell aus Ton.
Aus Anlass der Verlobung von Bianca Maria Sforza mit dem römisch-deutschen König und späteren Kaiser Maximilian I. im November 1493 fand die feierliche Enthüllung des Modells statt, das von den Mailändern – sie nannten das Pferd Il colosso – mit Staunen und Bewunderung zur Kenntnis genommen wurde. Ab diesem Zeitpunkt war das Modell bereit für den Bronzeguss. Im Zuge des Feldzugs Ludwig XII. durch Italien, als sich auch die Este in Ferrara durch den französischen König bedroht fühlten, wurde die Bronze jedoch nach Ferrara transportiert und zur Herstellung von Waffen verwendet.
Am 10. September 1499 fielen französische Truppen unter dem Kommando Gian Giacomo Trivulzios in Mailand ein, Soldaten nahmen Leonardos Pferd zur Zielscheibe und zerstörten es vollständig. Von Leonardos kolossalem Reiterstandbild zeugen nur noch seine Zeichnungen und Notizen.

## Repliken in Italien
Die Replik im Mailänder Hippodrom San Siro
1977 begann der US-amerikanische Pilot und Kunstmäzen Charles Dent
eine Sammelaktion, um den Guss nach Leonardos Entwürfen zu finanzieren und der Stadt Mailand zu schenken. Als Dent 1994 starb, hatte er etwa 6 Millionen US-Dollar gesammelt, die seine Erben in die Stiftung „Leonardo Da Vinci’s Horse“ einbrachten.
Die Stiftung beauftragte die amerikanische Bildhauerin Nina Akumu mit der Herstellung eines Tonmodells nach Leonardos Zeichnungen. Gegossen wurde es in der „Tallix Art Foundry“ in New York, aus technischen Gründen in sieben einzelnen Teilen und ohne den von Leonardo in seinem ersten Entwurf vorgesehenen Reiter.
Im Juli 1999, 500 Jahre nach Zerstörung von Leonardos Modell, kam das 15 Tonnen schwere Pferd in sieben einzelnen Teilen in Mailand an. Zusammengebaut ist es 720 cm hoch. Das amerikanische Geschenk löste in der Stadt eine längere Diskussion über einen angemessenen Standort aus. Heute steht es im Hippodrom San Siro. 
Seit 2001 ist das „Cavallo Leonardo“ Symbol des Internationalen Filmfestivals MIFF, Mailand.
Replik in Vinci in der Toskana
Am 15. September 2001 wurde auf der Piazza della Libertà in Vinci eine weitere Replik Nina Akumus aufgestellt.

## Repliken in den USA
Ein zweiter Nachguss nach dem von Nina Akuma hergestellten Modell, genannt The American Horse, wurde im Oktober 1999 in den Frederik Meijer Gardens in Grand Rapids, Michigan enthüllt.  Finanziert wurde der Guss von Frederik Meijer, dem Inhaber einer amerikanischen Supermarktkette, der in der Nachbarschaft auch ein Skulpturen-Studienzentrum bauen ließ.
Ein drittes aber kleineres Exemplar nach dem Akuma-Modell wurde im Oktober 2004 in Charles Dents Heimatstadt Allentown im „Charles C. Dent Memorial Garden“ der „Baum School of Art“ aufgestellt. 